# Bezprym

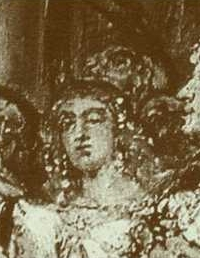
Fiktives Porträt von Jan Matejko.

Bezprym (auch Bezprem, Wezprem; * 986; † 1032) war ab 1031 Herzog von Polen aus dem Adelsgeschlecht der Piasten.

## Leben
Bezprym war der älteste Sohn von König Bolesław I. aus seiner zweiten Ehe mit einer ungarischen Prinzessin, wahrscheinlich einer Tochter Gézas. Bezpryms seltener Name scheint slawischer, nicht ungarischer Herkunft zu sein. Die Quellen schweigen von Bezpryms Schicksal nach der Scheidung seiner Eltern 987. Nach einer Hypothese soll er Mönch in Pereum gewesen sein (999), nach einer anderen in Ungarn gelebt haben (Veszprém). Nach dem Tode seines Vaters, 1025, der seinen Sohn Mieszko II. aus seiner dritten Ehe mit Emnilda zum Nachfolger und Alleinerben bestimmt hatte, nutzte Bezprym die verzweifelte Lage, in die sein Halbbruder das Königreich Polen durch Kriege mit allen Nachbarn und durch Konflikte mit der Adelsopposition gebracht hatte, zur Realisierung seiner Erbansprüche aus. Er zwang 1031 mit Hilfe russischer Truppen und im Bündnis mit Kaiser Konrad II. seinen Halbbruder, König Mieszko II., zusammen mit dessen jüngstem Bruder Otto, zur Flucht nach Böhmen. Als Nachfolger Mieszkos II. verzichtete er auf Krone und Kroninsignien, die er an Konrad II. auslieferte. Da Bezprym 1032 ermordet wurde, konnte Mieszko II. auf den Thron zurückkehren, musste sich aber 1033 Konrad II. unterwerfen und mit der Aufteilung seines Erbes mit seinem Verwandten Dietrich und Bruder Otto abfinden.